# George Vancouver
George Vancouver (King's Lynn, Norfolk, Anglia, 1757. június 22.  – Petersham, Surrey, 1798. május 10.) angol tengerésztiszt, felfedező. Feltérképezte Észak-Amerika északnyugati, csendes-óceáni partvidékét. Róla kapta nevét Vancouver szigete és városa.

## Ifjúsága
A Vancouver családnév feltehetően holland eredetű, a van Coevorden (Coevordenből származó) vagy a Van Couwen torzított formája. George Vancouver 1757-ben született a norfolki King's Lynn-ben. 1771-ben, tizenhárom évesen kezdte el pályafutását a Brit Királyi Haditengerészetnél. James Cook második útján, 1772-1775 között kadétként szolgált a HMS Resolutionon. 1776-1778-ban szintén elkísérte Cookot annak harmadik útjára, ezúttal a Resolution testvérhajóján, a Discoveryn; így Vancouver is ott volt, mikor felfedezték a Hawaii-szigeteket. Miután visszatértek Angliába, Vancouvert 1780-ban hadnaggyá léptették elő, és a Földközi-tengeren, valamint a karibi térségben járőröző HMS Europán szolgált. Harcolt az amerikai függetlenségi háborúban az amerikaiakkal szövetséges franciák ellen és gyorsan haladt a ranglétrán, hamarosan első tiszt lett.
1789-ben az Admiralitás felszerelte a Cook hajója után elnevezett HMS Discoveryt, hogy derítse fel a Csendes-óceán déli részén a bálnavadászatra alkalmas területeket. Kapitányává a Cook második és harmadik útján hadnagyként szolgáló Henry Robertset, első tisztjévé George Vancouvert nevezték ki. Mielőtt az expedíció elindulhatott volna, Nagy-Britannia és Spanyolország között 1789-ben kitört a Nootka-válság a mai Vancouver-szigeten fekvő Nootka-öböl hovatartozását illetően, Robertst és Vancouvert pedig ideiglenesen a La Manche-csatornát védő hadihajókra irányították. A válságot 1790-ben békés úton rendezték, majd 1791-ben immár Vancouvert bízták meg, hogy a Discovery kapitányaként és a HMS Chatham kíséretében vegye birtokba az öblöt és térképezze fel a környező partvidéket.

## A Vancouver-expedíció

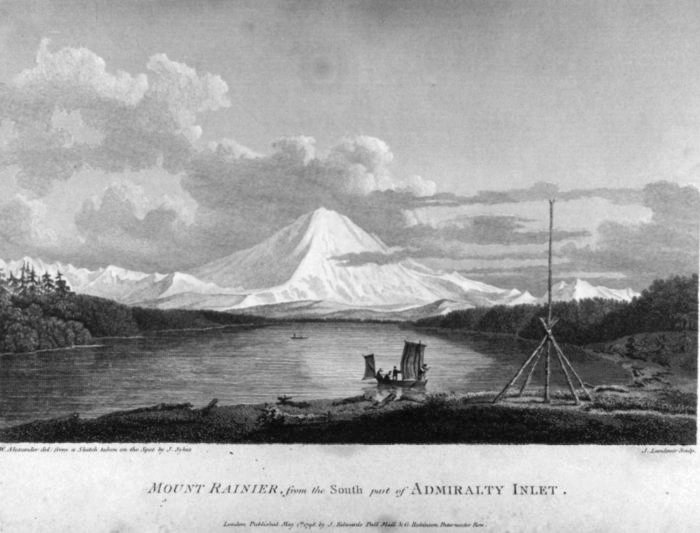
A Mount Rainier képe Vancouver könyvében

A két hajó 1791. április 1-én hagyta el Angliát, majd a Kanári-szigetek és Fokváros érintésével szeptember 29-én érkeztek meg Ausztráliába. Partraszállásuk helyét Vancouver III. György király-öbölnek nevezte el, majd Ausztrália déli partjait követve továbbhajózott és november 2-án kikötött Új-Zéland Déli-szigetén, a Dusky Soundnál. A készletek feltöltése után november 21-én indultak tovább, felfedezték a Snares-szigeteket, a Chatham-szigeteket, majd Tahiti és Hawaii érintésével 1792. április 16-án elérték Észak-Amerika partjait az é. sz. 39° körül és észak felé elkezdték a partvonal felderítését. Április 28-án találkoztak az Robert Gray amerikai felfedezővel és prémkereskedővel, aki a Columbia-folyót kereste.
Április 29-én behajóztak a  Vancouver-szigetet a kontinenstől elválasztó Juan de Fuca-szorosba és az angolok kis evezős-vitorlás bárkákkal elkezdték az erősen tagolt, kis szigetekkel tarkított partvonal részletes felderítését. Vancouver az öblök, szigetek hegyek nagy részét barátairól és a legénység tagjairól nevezte el, mint a Mount Bakert (Joseph Baker hadnagyról, aki először meglátta), a Mount St. Helenst (St. Helens bárójáról), a Puget-öbölt (Peter Puget hadnagyról) vagy a Mount Rainier-t (Peter Rainier ellentengernagyról). Június 22-én a mai Vancouver városánál találkozott a spanyol Dionisio Alcalá Galiano és Cayetano Valdés y Flores felderítő expedíciójával. Döbbenten értesült róla, hogy a spanyoloknak már rendelkezésükre áll egy hevenyészett térkép a Georgia-szorosról. Az angolok és a spanyolok közösen térképezték fel a partvonalat, majd három héttel később külön útvonalon a Nootka-öböl felé indultak. Ezen út során az angolok elsőként bizonyította be, hogy a mai Vancouver sziget, Galiano pedig az első volt, aki teljesen körülhajózta.   

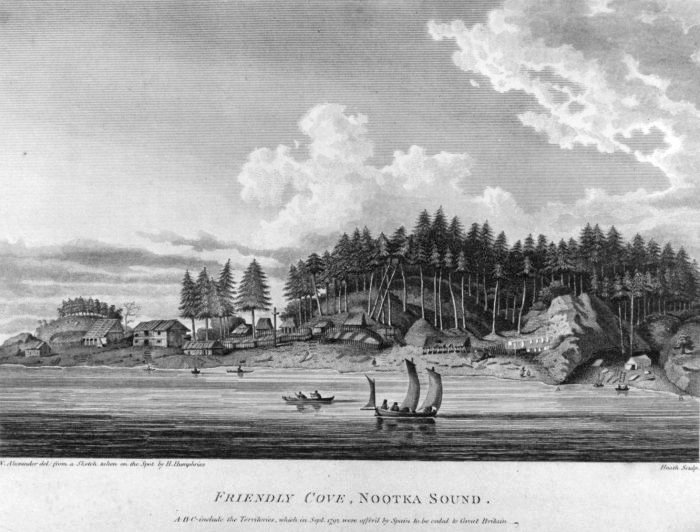
A Nootka-öböl Vancouver útleírásában

A Nootka-öbölben Vancouver összebarátkozott a spanyol erőd parancsnokával, Juan Francisco Bodega y Quadrával. Kicserélték térképeiket, megegyeztek, hogy a szigetet Quadra és Vancouver-szigetnek nevezik el (később a spanyolok visszavonulásával ez Vancouver-szigetre rövidült), de a terület átadására nem került sor. Itteni tartózkodása idején Vancouver megkapta Robert Gray térképét a Columbia-folyó alsó folyásáról és egyik hadnagyát, William Robert Broughtont néhány csónakkal felküldte a folyón. Broughton egészen a folyó szurdokáig (Columbia River Gorge) feljutott és felfedezte a Mount Hood vulkánt. A közelgő tél elől a brit expedíció Kalifornia partjai mentén délnek hajózott és a hideg évszakot Hawaii felderítésével töltötték.
A következő évben visszatértek British Columbiába, ahol mindössze néhány héten múlott, hogy nem találkoztak az Észak-Amerikát gyalog átszelő kanadai Alexander Mackenzie-vel. Az év nagy részét a mai British Columbiához és Alaszkához tartozó partmenti szigetek (mint a Prince of Wales-sziget vagy a Revillagigedo-sziget) feltérképezésével töltötte. A tél közeledtével délnek hajózott, hogy Kaliforniában sikertelenül keresse Bodega y Quadrát diplomáciai küldetése befejezéséhez, majd ismét Hawaiin töltötte a telet.
1794-ben északnak hajózva a Cook-öbölnél érte el Alaszka partjait, majd innen délre és keletre haladt. Felderítette a Csicsagov-, Baranov-, Admiralitás-, Kuiu- és Kuprejanov-szigeteket. Ezután hazaindult és a Horn-fokot megkerülve 1795 szeptemberében ért vissza Angliába.
Vancouver expedíciója bebizonyította, hogy nem létezik jégmentes Északnyugati átjáró az Atlanti- és Csendes-óceán között. Rendkívül részletes és pontos leírásaival és rajzaival "felhelyezte az északnyugati partot a térképre". Alapossága ellenére azonban a Columbia-folyó és a Fraser-folyó torkolata elkerülte a figyelmét.

## Angliai évei
Vancouver visszatérte után több kellemetlenséggel is szembesült. Az expedíción vele tartó és jó kapcsolatokkal rendelkező Archibald Menzies nyilvánosan panaszkodott, hogy szolgáját a kapitány hajószolgálatra is beosztotta; Joseph Whidbey vitorlamester extra fizetést követelt, mert segített a csillagászati mérésekben; egyik volt tisztje, a befolyásos családból származó Thomas Pitt (a fiatalabb William Pitt miniszterelnök unokatestvére) – akit Vancouver Hawaiin megkorbácsoltatott és hazaküldetett, mert parancsa ellenére szexuális kapcsolatot keresett a bennszülött nőkkel – nyíltan zaklatta, párbajra hívta, sőt rátámadt az utcán és fivérével együtt nekiesett a sétapálcájával.
A Pitt politikai szövetségesei által a sajtóban sokat támadott George Vancouver 1798. május 10-én halt meg, alig három évvel azután, hogy visszatért útjáról.

## Emlékezete

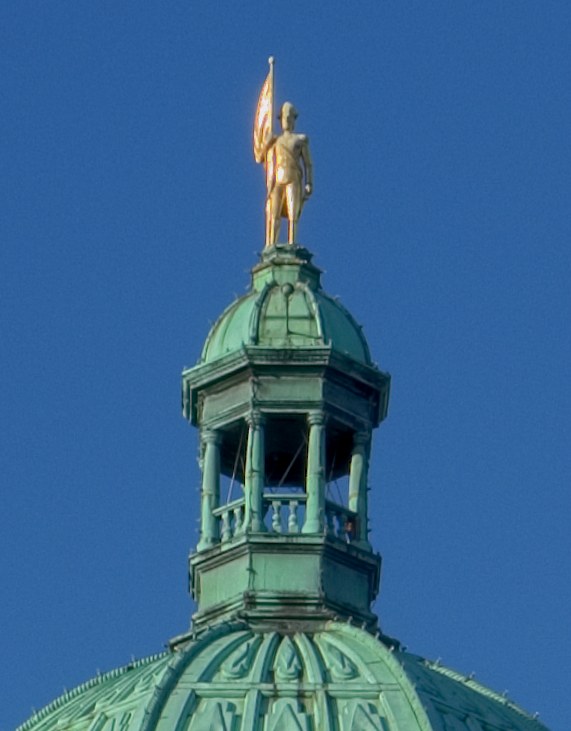
George Vancouver életnagyságú szobra British Columbia parlamentjének tetején

George Vancouverről számos földrajzi helyet neveztek el:
- a kanadai Vancouver-szigetet
- Vancouver városát Kanadában
- Vancouver városát az USA Washington államában
- a Vancouver-félszigetet és Vancouver-fokot Ausztráliában
- a Mount Vancouvert, Kanada nyolcadik legmagasabb hegyét
- a Mount Vancouvert, Új-Zéland negyedik legmagasabb hegyét
- a British Columbia-i Jervis Inlet Vancouver-öblét

Szobrai megtalálhatók a British Columbia-i Parlament kupolájának tetején, a vancouveri városháza előtt és szülővárosában, King's Lynnben.  

## Fordítás
- Ez a szócikk részben vagy egészben  a   George Vancouver című angol Wikipédia-szócikk ezen változatának fordításán alapul.  Az eredeti cikk szerkesztőit annak laptörténete sorolja fel. Ez a jelzés csupán a megfogalmazás eredetét és a szerzői jogokat jelzi, nem szolgál a cikkben szereplő információk forrásmegjelöléseként.